# فيسنت مانسيو
فيسنت مانسيو (بالفرنسية: Vincent Manceau) (10 يوليو 1989 بأنجيه في فرنسا - ) هو لاعب كرة قدم فرنسي في مركز الوسط. لعب مع نادي أنجيه.

## وصلات خارجية
- فيسنت مانسيو على موقع رابطة كرة القدم الفرنسية للمحترفين (الإنجليزية)
- فيسنت مانسيو على موقع قاعدة بيانات كرة القدم.إي يو (الإنجليزية)
- فيسنت مانسيو على موقع ليكيب (الفرنسية)
- فيسنت مانسيو على موقع Soccerway.com (الإنجليزية)
- فيسنت مانسيو على موقع AS.com (الإسبانية)